# Gloster Gauntlet
Gloster Gauntlet var ett brittiskt ensitsigt jaktflygplan av biplanstyp. Flygplanet utvecklades i mitten på 1920-talet och serietillverkningen påbörjades år 1934. Det kom att bli det sista brittiska jaktplanet med öppen sittbrunn.

## Utveckling
Det brittiska flygministeriet gav i mitten på 1920-talet sin specifikation F.10/27 om ett nytt jaktplan och Gloucestershire Aircraft Company (från år 1926 Gloster Aircraft Company) svarade på denna förfrågan med sin prototyp SS.18 (J9125) som hade ritats av fabrikens huvudkonstruktör H.P.Folland. Flygplanet hade en stomme av duraluminium och stål, var täckt med duk och duraluminiumskivor. Flygplanet gjorde sin jungfrutur i januari 1929. Trots att flygplanet hade ypperliga flygegenskaper förlorade den tävlingen mot Bristol Bulldog och kom inte i serietillverkning. Orsaker kan främst sökas i den otillförlitliga motorn. Man ersatte först den ursprungliga Bristol Mercury IIA-motorn med en Bristol Jupiter VIIF-motor (projektnamn SS.18 A). Man fortsatte dock jakten på en starkare motor och en ny test gjordes med motorn Armstrong Siddeley Panther II (SS.18 B) på 560 hk. På grund av stabilisationsproblem valde man dock att återgå till Jupitermotorn (SS.19). Den första produktionsserien utrustades dock med Bristol Mercury VIS.2 efter att ytterligare motortester utförts. År 1933 kunde serietillverkningen av Gauntlet Mk.I inledas. Det brittiska flygvapnet beställde 24 Mk.I:or i februari 1934. Beställningen färdigställdes dock inte i tid eftersom Glosterföretaget kämpade mot stora skulder under depressionen och var tvungna att gå ihop med Hawker Siddeley. Flygplanet trädde i tjänst den 25 maj 1935 hos No 19 Squadron. Samma år beställde flygministeriet 204 st Gauntlet Mk.II Vid tillverkningen av den nya modellen använde man sig av olika konstruktionsmetoder på grund av att Gloster hade gått samman med Hawker-Siddeley. 
Hela bakkroppen samt vingarna avvek helt från den första versionen. Utseendet påverkades dock mest av att den 2-bladiga propellern byttes mot en 3-bladig Fairey Reed-metallpropeller. Mk.II trädde i tjänst i maj 1936. Samma år köpte Danmark ett Gauntlet Mk.I-flygplan (beteckning K4081) för att använda som mall vid licenstillverkningen av 17 flygplan. Den danska arméns flygvapens (Hærens Flyvertropper) egen fabrik (Hærens Flyvertroppers Værksteder) färdigställde flygplanen fram till år 1938. Dessa fick beteckningen IIJ (anden jagerfly),i princip J 2 på svenska. Mk.I drogs från främsta linjen år 1938, medan Mk.II kom att överleva fram till det andra världskrigets utbrott.

## Användning i Finland

### Anskaffning
När vinterkriget bröt ut skänkte den sydafrikanska staten 29 av sin Gauntlet Mk.II-jaktplan som man hade köpt in från Storbritannien. 25 av dessa skeppades via England till Sverige, där en del (9) monterades vid Centrala Flygverkstaden Malmslätt och flögs till Finland 10 mars - 12 april 1940. De återstående transporterades med båt till Finland i maj 1940. Man lyckades iordningställa 15 av dessa. Sammanlagt hade det finländska flygvapnet 24 Gauntlet Mk.-flygplan i tjänst med registernumren GT-395 - GT-418.

### Användning
Flygplanen hann inte delta i Vinterkriget och i början av Fortsättningskriget var flygplanen föråldrade de användes därför som spanings- och skolningsflygplan för kompletteringsdivisionerna. Under sommaren 1942 överfördes de kvarvarande flygplanen till Flygstridsskolan i Kauhava. Deras tjänstgöring som hade inletts i mars 1940 fortsatte nästan till krigets slut; den 15 februari 1945 sattes flygplanen i lager och de skrevs ut ur flygvapnets rullor den 2 januari 1950.

### Museiflygplan i Finland
Det finns en Mk.II i Finland som är registrerat som ett experimental-flygplan med beteckningen GT-400 (OH-XGT). Flygplanet ägs av Lentotekniikan Kilta (Flygteknikens gille), som har restaurerat det sedan år 1982. Flygplanet vann pris som världens bäst restaurerade flygplan. Sommartid kan flygplanet beskådas vid Karhula flygklubbsflygmuseum, vintertid förvaras flygplanet i Jämsä vid Halli. Flygplanet är det enda av sin typ i världen.
Flygplanet består av delar från två Gauntlet-flygplan som återfanns år 1976 i Juupajoki. Det flygplan som var i bättre skick, registernummer GT-400  (brittiskt serienummer K5271) valdes ut för restaurering. Flygplanet hade tagits i bruk av RAF den 14 januari 1936 och det kom till Finland den 12 april 1940. Det användes som skolningsflygplan av Kompletteringsdivision 35 och Bombdivision 46:n och det togs ur bruk efter 134 flygtimmar, den 13 februari 1945. Det gick inte att få tag på en ursprunglig Bristol Mercury-motor och man valde därför att installera en Alvis Leonides-motor på 520 hk, som tidigare funnits i ett Percival Pembroke-flygplan. Hjulen kommer från ett Polikarpov I-153 -jatplan. Efter restaureringen har man flugit omkring 280 timmar med flygplanet (2006).

## Användare
- Australien
- Danmark
- Finland
- Sydrhodesia
- Storbritannien
- Sydafrika